# Fernando Gamboa
Fernando Andrés Gamboa (Marcos Juárez, 28 ottobre 1970) è un allenatore di calcio ed ex calciatore argentino, di ruolo difensore, attuale tecnico del Nacional.

## Carriera

### Club
Debutta da diciottenne con il Newell's Old Boys in Primera División Argentina: rimane fino al 1993 con la società rossonera, giocando 121 partite e andando a segno cinque volte. Trasferitosi al River Plate nel 1993, lo lascia per i rivali del Boca Juniors dopo sole 12 presenze. Nel 1996 si trasferisce in Spagna, al Real Oviedo, dove rimane per una stagione. Tornato al Newell's Old Boys, si trasferisce al Chacarita Juniors dopo una stagione. Nel 2001 passa ai cileni del Colo-Colo, dove rimane per una sola stagione. Tornato in patria, chiude la carriera nel 2004 all'Argentinos Juniors.

### Nazionale
Conta 15 presenze in nazionale, con la quale ha vinto la Copa América 1991.

### Allenatore
Nel 2008 intraprende la carriera di allenatore alla guida del Newell's Old Boys.
Allena il Chacarita Juniors nell'apertura 2009 e clausura 2010.
Il 27 ottobre 2009 viene nominato assistente tecnico di Maradona nella nazionale argentina.
Il 22 marzo 2010 viene esonerato dal Chacarita Juniors dopo la sconfitta di 2-0 con l'Huracan. Al suo posto subentra Mauro Navas, ex giocatore dell'Udinese.
Da maggio a settembre dello stesso anno allena la squadra messicana del Veracruz.
Con l'esonero di Maradona, perde il posto di Assistente tecnico.
Il 22 settembre 2010 viene chiamato ad allenare il Colon in sostituzione di Antonio Mohamed, passato all'Independiente. Il 9 aprile 2011 viene esonerato e sostituito da Mario Sciacqua in seguito alla sconfitta interna per 2-0 rimediata contro l'Olimpo.

## Palmarès

### Giocatore

#### Club
- Campionato argentino: 3

Newell's Old Boys: 1990-1991, Clausura 1992
River Plate: Clausura 1993

#### Nazionale
- Coppa America: 1

Cile 1991

#### Individuale
- Equipo Ideal de América: 1

1992